# 音楽学
音楽学（、イタリア語: musicologia、英語: musicology、フランス語: musicologie、ドイツ語: Musikwissenschaft）とは、音楽に関する学問的な研究の総称であり、音楽の哲学とも捉えられる。
西洋音楽・民族音楽、歴史的研究・理論的研究、自然科学的研究などに分類される。研究対象や方法によって、美学、美術史、記号学、心理学、社会学、文化人類学、物理学など、他の学問分野からの影響を受けたりその手法を応用したりする。

## 音楽学の分野
音楽学の分類はその時代によってさまざまに考案されてきたが、例えばリーマンは音楽学の目標を音楽の要素が持つ心理的な価値を基礎として体系化することと考え、以下のように音楽学の領域を整理した。

音楽史歴史上の音楽を研究する学問である。また比較音楽学は音楽史の研究と一部関連している。
音楽実践理論和声法、対位法などの具体的な音楽の理論を研究する学問である。
音楽の哲学または音楽美学論理的な音楽への人間の聴き方を研究する学問である。
音響学音の物理学的な性質を研究する学問である。
音響心理学（音響生理学）音に対する人間の聴覚を研究する学問である。

ただし音楽学の分類はその包括性や分類法において研究者により一様ではない。また以下のような領域も音楽学の一部である。
- 音声学
- 音楽民族学、音楽人類学（民族音楽学）
- 電気音響学
- 音楽心理学
- 音楽社会学
- 音楽教育学
- 音楽言語学
- 音楽図書館情報学
- 楽器学

## 歴史
音楽についての研究自体は、古代ギリシアに始まる（古代ギリシアの音楽）。紀元前6世紀にピタゴラスは音程を物理学的に測定した上で数学的な分析を加え、音響調和の理論を基礎付けた。この音響論に始まる音楽理論は19世紀にまで影響を与えている。
中世ヨーロッパにおいても「自由七科」のひとつとしての音楽の理論的研究は盛んであり、ボエティウス『音楽教程』などが書かれた。だが中世においては、音楽が算術、幾何、天文学とともに数学的四科のひとつであったこともあって、どちらかといえば音程や音の長さなどが興味の中心であった。いわば自然科学的音楽学というべきものが発展し、今日のようなたとえば様式研究などはされることがなかった。この傾向はルネサンス以降も続いた。
18世紀に至って今日の意味での音楽学の萌芽がみられはじめる。19世紀後半、ヤーコプスタールやアードラーによって、歴史的音楽学（音楽史、特に西洋音楽史、記譜法や楽器の歴史）と体系的音楽学（民族音楽学、和声・対位法などに関する理論的研究、音楽音響学、音楽心理学、音楽美学、音楽教育学など）に分けられ、今日の音楽学が基礎づけられた。
東洋でもインド音楽、アラブ音楽、中国音楽、日本音楽（雅楽）などの研究が古くから行われている。